# 샤브니크

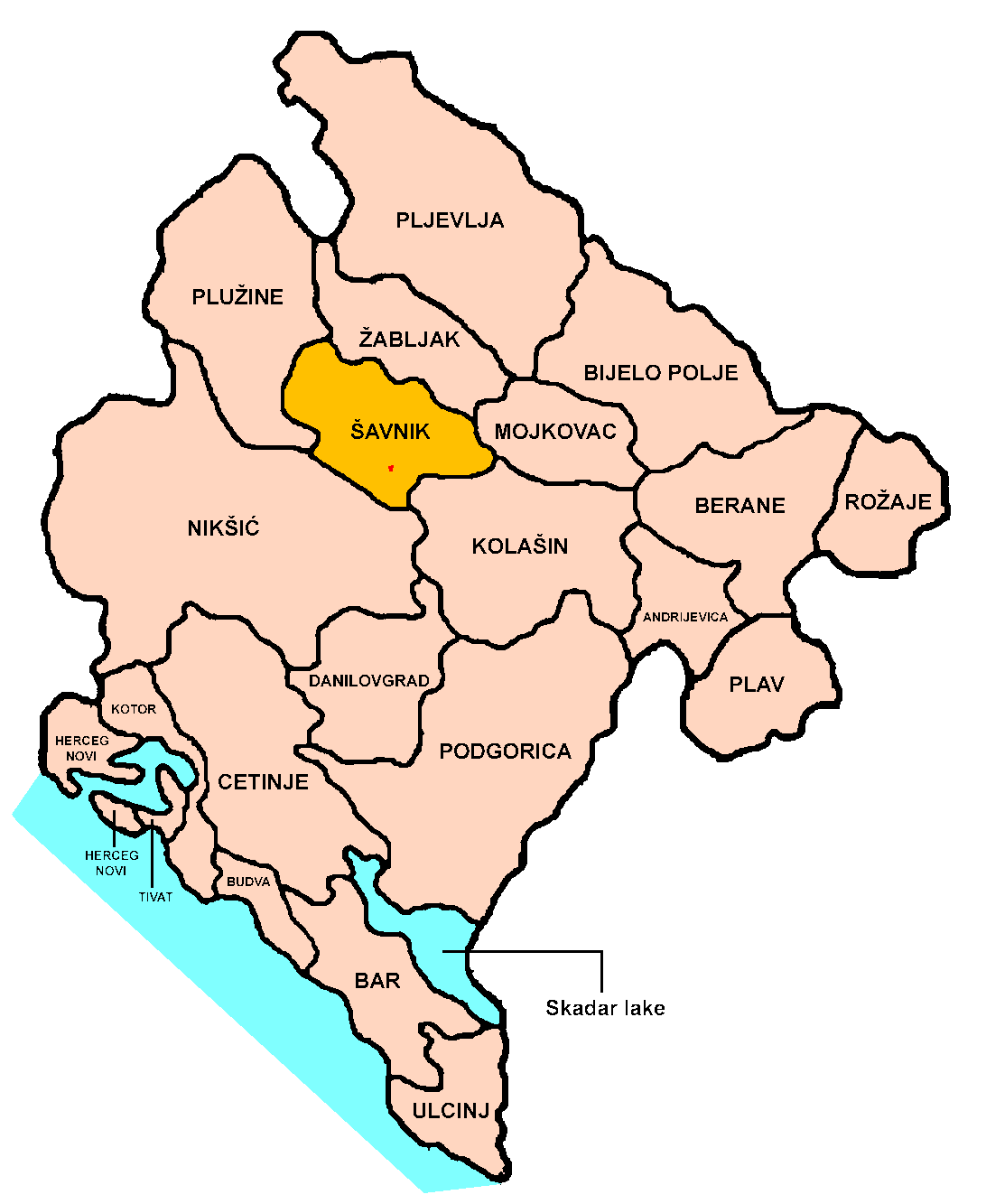
샤브니크의 위치

샤브니크(몬테네그로어: Шавник, Šavnik)는 몬테네그로 북부에 위치한 도시로, 면적은 553km2, 도시 인구는 570명(2003년 인구 조사 기준), 인구밀도는 5.3명/km2, 지방 자치체 인구는 2,947명(2003년 인구 조사 기준)이며 몬테네그로에서 인구가 가장 적은 도시이다.

시 문장

## 인구
샤브니크 인구:
- 1981년 3월 3일 - 633명
- 1991년 3월 3일 - 821명
- 2003년 11월 1일 - 570명

민족 분포 (2003년 인구 조사 기준):
- 몬테네그로인 - 336명
- 세르비아인 - 171명
- 그 외의 민족 - 63명
- 합계 - 570명

샤브니크 지방 자치체 인구 (2003년 인구 조사 기준):
- 세르비아인 - 1,398명 (47.44%)
- 몬테네그로인 - 1,380명 (46.83%)
- 유고슬라브인 - 16명 (0.54%)
- 그 외의 민족 - 153명 (5.19%)
- 합계 - 2,947명